# Seiko Shimakage
Seiko Shimakage (島影せい子, Shimakage Seiko), née le 16 février 1949 à Sakata (Japon), est une ancienne joueuse japonaise de volley-ball.
Elle est médaillée d'argent aux Jeux de 1972.

## Carrière
Seiko Shimakage fait partie de l'équipe japonaise qui remporte la médaille d'argent aux Jeux de 1972, battue en finale par les Soviétiques. Elle est également médaillée d'argent aux Mondiaux 1970.

## Palmarès

### En équipe nationale
- Jeux olympiques
  -  1972 à Munich.

- Championnat du monde
  -  1970 à Varna.

### En club
- Tournoi de Kurowashiki[3]
  - Vainqueur : 1968, 1969
  - Finaliste : 1970